# 中華民國—匈牙利關係
中華民國與匈牙利無正式外交關係，現今亦稱臺匈關係。自1990年代，於對方首都互設具大使館功能的代表機構。

## 政治

### 外交
1912年1月，中華民國成立後，向匈牙利與奧地利在1867年合組的「奧匈帝國」派駐外交代表。由前清廷出使奧斯馬加欽差大臣沈瑞麟繼續擔任。
1913年10月6日，奧匈帝國承認中華民國，並派駐公使，由駐前大清公使訥色恩繼續擔任。
1914年7月，第一次世界大战發生後，中華民國於1917年8月14日對奧匈帝國宣戰並斷交。（1918年，奧匈帝國解體成奧地利、匈牙利與其他國家。）
1939年1月10日，匈牙利承認满洲国。
1940年，匈牙利加入軸心國，珍珠港事件后，國民政府对納粹德國、意大利王國及大日本帝國宣战，匈牙利間接與國民政府處於敵对狀態，直至二战完結。
1941年7月1日，匈牙利承認汪精卫国民政府。
1949年，中華人民共和國成立，加上1950－1990年代東西方陣營的「冷戰」期間，中華民國在意識形態和制度上均偏向以美國為首的資本主義陣營，復加上以蘇聯為首的共產集團國家的封閉，使雙方幾乎沒有往來。

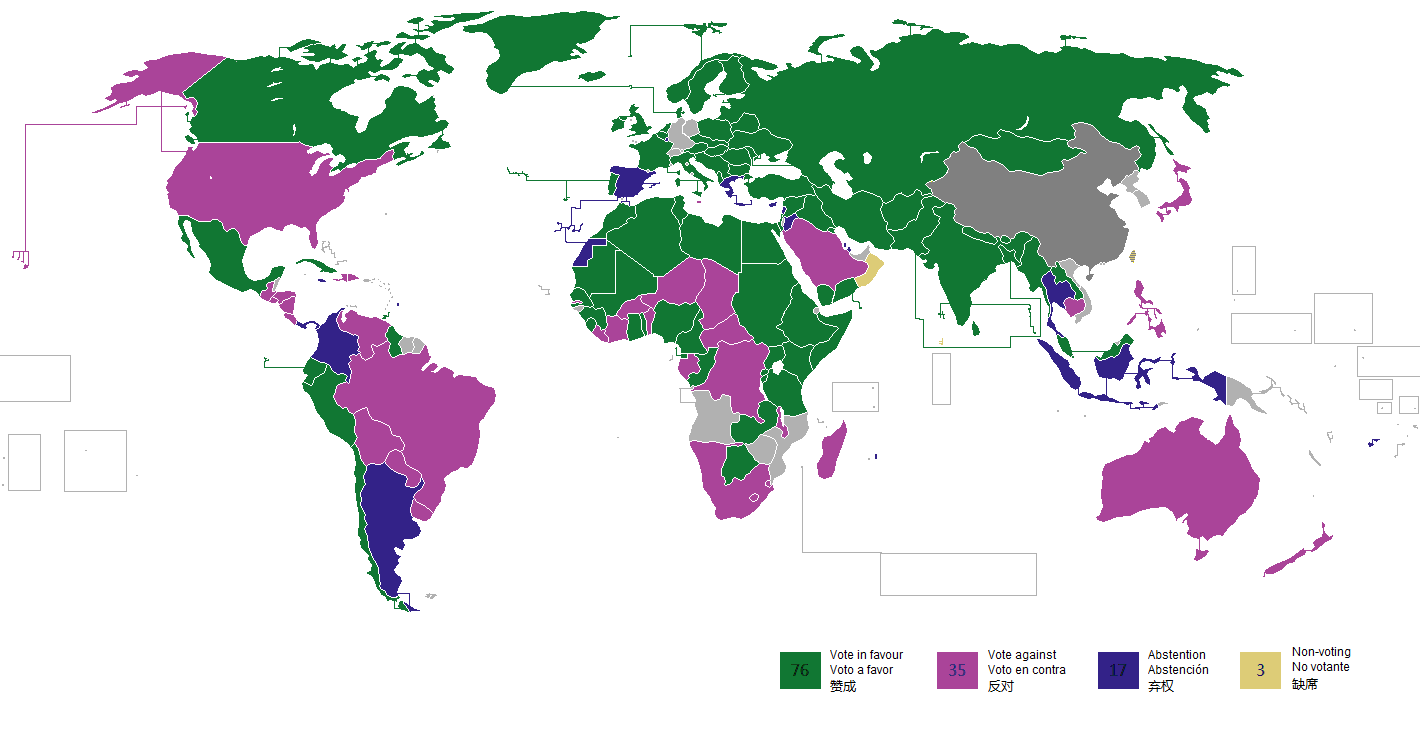
綠色國家表示在1971年的投票中反對中華民國續留聯合國，即《聯合國大會2758號決議》，其中包括當時的匈牙利人民共和國。

1971年10月25日，身為共產陣營成員及蘇聯衛星國之一的匈牙利支持中華人民共和國取得聯合國裡的「中國席位」（中國代表權問題）。
1989年的「東歐劇變」使匈牙利轉型為民主國家並重新對外開放，雙方始恢復往來。
2020年5月，中華人民共和國外交部長王毅與匈牙利、波士尼亞與赫塞哥維納，以及愛沙尼亞外交部長通話，三國皆對其在2019冠状病毒病疫情中的幫助表示感謝。中華人民共和國方面指出，匈牙利外交部長西雅爾多並回應「匈牙利始終堅持一个中国原則，這是匈中關係的政治基礎，匈牙利不會支持台灣參與世界卫生组织或世界卫生大会」。但根據《南華早報》報導，匈牙利方面的紀錄中，並沒有提到台灣。
2021年5月，匈牙利布達佩斯市長卡拉松尼在Twitter發文支持臺灣參與世界衛生組織。

#### 人員互訪（1991年至今）
僅列舉部分名單：
中華民國：副總統呂秀蓮、總統府資政劉兆玄、胡為真、立法院副院長饒穎奇、司法院副院長蘇永欽、經濟部長江丙坤、財政部長李述德、銓敘部長朱武獻、考選部長林嘉誠、外交部政務次長程建人、教育部政務次長林聰明、審計部審計長蘇振平、國家科學委員會主任委員李羅權、文化建設委員會主任委員翁金珠、僑務委員會委員長張富美、國家圖書館館長曾淑賢。
匈牙利：前總統施密特、前副總理孔澤、國會副議長威克勒、尤克伯、國會外交委員會主席艾歐西、聖帝凡尼、聶梅、國會經濟委員會主席薩博、前外交部長耶憲斯基、馬爾托尼、農業部長陶格陽、農業部次長伯格納（Lajos Bognar）、經濟部次長季里揚、加倫海捷（Abel Garamhegyi）、外交暨貿易部次長易吉托（István Íjgyártó）、投資暨貿易發展局長德內（Marianna Dene）、關稅總局長亞諾德、科學院長費齊、帕林卡許、大學校長聯合會主席波帝許、布達佩斯市長代表謝格發（Peter Szegvari）、布達佩斯市副市長謝聶茲（Balázs Szeneczey）。

### 代表機構
1990年4月2日，中華民國於布達佩斯設立具大使館功能的駐匈牙利台北商務辦事處（Taipei Trade Office, Budapest, Hungary），是中華民國在中、東歐地區的第一個代表機構。1996年1月6日，更名為駐匈牙利臺北代表處，經濟部、新聞局派員合署办公。
1997年底，匈牙利於《政府公報》中宣布將在台灣設立代表機構。1998年7月26日，於台北設立類似功能的匈牙利貿易辦事處。

## 經濟

### 貿易
中華民國對外貿易發展協會（外貿協會）於首都布達佩斯設立台灣貿易中心。經濟部國際貿易署也於布達佩斯設立駐匈牙利代表處經濟組。
| 年分 | 貿易總額      | 貿易總額 | 貿易總額 | 出口至匈牙利 | 出口至匈牙利 | 出口至匈牙利 | 自匈牙利進口 | 自匈牙利進口 | 自匈牙利進口 | 順逆差 |
| 年分 | 金額          | 年增減   | 排名     | 金額         | 年增減       | 排名         | 金額         | 年增減       | 排名         | 順逆差 |
| ---- | ------------- | -------- | -------- | ------------ | ------------ | ------------ | ------------ | ------------ | ------------ | ------ |
| 2017 | 809,358,092   | ▲5.1%    | 45       | 532,277,208  | ▲1.6%        | 36           | 277,080,884  | ▲12.8%       | 48           | 順差▼  |
| 2018 | 791,083,355   | ▼2.3%    | 47       | 499,052,431  | ▼6.2%        | 36           | 292,030,924  | ▲5.4%        | 50           | 順差▼  |
| 2019 | 821,547,683   | ▲3.9%    | 44       | 579,074,477  | ▲16.0%       | 36           | 242,473,206  | ▼17.0%       | 49           | 順差▲  |
| 2020 | 936,471,423   | ▲14.0%   | 41       | 606,111,495  | ▲4.7%        | 32           | 330,359,928  | ▲36.2%       | 48           | 順差▼  |
| 2021 | 1,125,033,089 | ▲20.1%   | 44       | 727,746,970  | ▲20.1%       | 35           | 397,286,119  | ▲20.3%       | 52           | 順差▲  |
| 2022 | 1,228,368,443 | ▲9.2%    | 45       | 764,160,816  | ▲5.0%        | 35           | 464,207,627  | ▲16.8%       | 49           | 順差▼  |
| 2023 | 1,032,495,705 | ▼15.9%   | 45       | 619,583,036  | ▼18.9%       | 35           | 412,912,669  | ▼11.1%       | 43           | 順差▼  |
| 2024 | 1,170,530,428 | ▲13.4%   | 43       | 841,803,725  | ▲35.9%       | 32           | 328,726,703  | ▼20.4%       | 51           | 順差▲  |

2023年的兩國貿易項目如下：
出口至匈牙利的前10大項目為：自動資料處理機、磁性或光學閱讀機；電話機（包括智能手机），以及其他傳輸或接收聲音、圖像之有線或无线网络通訊器具；集成电路；車輛之零件與附件；特定用途所屬器具之零件；特定用途機器之零件與附件；印刷電路；半導體裝置、光敏半導體裝置、發光二極體、已裝妥之压电晶体；電阻器；其他塑料製品與特定材料制成品等。
自匈牙利進口的前10大項目為：小客車與其他主要設計供載客之機動車輛；自動資料處理機、磁性或光學閱讀機；电动机與发电机；發電機組與旋轉變流機；蓄電池；涡轮喷气发动机、螺旋槳推動用渦輪機與其他燃氣渦輪機；車輛之零件與附件；半導體裝置、光敏半導體裝置、發光二極體、已裝妥之压电晶体；新橡膠氣胎；示波器、频谱分析仪與其他供計量或檢查電量之儀器與器具，供計量或偵測X光、阿爾法、貝他、伽馬放射線、宇宙或其他離子輻射線用之儀器與器具等。

### 投資
根據中華民國經濟部投資審議司統計，截至2024年1月，臺商對匈牙利的總投資金額約13.72億美元，計有11件；根據駐匈牙利代表處經濟組統計約30億美元；另根據匈牙利中央銀行統計，截至2022年約2,150萬欧元。臺商多經第3國轉投資，目前在匈牙利的臺商約24家，包括鴻海科技集團（富士康）、捷安特（巨大機械）、國巨、宏碁、華碩、微星科技、友訊科技、Garmin、Mio、信邦電子等公司。主要投資業別為資通訊產品、電子零組件、自行車、批發與零售、餐飲與旅遊等。資通訊業者在匈牙利設立分公司或服務處，行銷與加強對消费者的售後服務，例如宏碁、華碩、微星科技、友訊科技頗具知名度，導航產品更是臺灣品牌的天下，例如Garmin、Mio。富士康於2003年在匈牙利投資1.11億美元設廠（Foxconn Hungary Gyarto Kft.），2022年增資8,000萬美元，從事智慧金融、智慧零售；巨大機械於2018年在匈牙利分3階段投資建廠，著重歐洲主力車種與电动自行车，總投資金額4,800萬歐元；國巨透過美國子公司投資匈牙利國巨控股13億美元，匈牙利因此成為該年臺灣對歐盟會員國投資金額第2大國，僅次於荷兰。臺商在1996年2月成立「匈牙利臺灣商會」，目前在匈牙利工作或居住的臺灣僑民約80人。
根據中華民國經濟部投資審議司統計，截至2024年1月，匈牙利對臺灣的總投資金額約56.5萬美元，計有20件。主要投資業別為电子计算机與電子產品、批發與零售、資通訊等。

### 會議
目前舉行的有：局／司長級臺匈經貿對話會議（至2018年已舉辦第2屆）、臺匈經濟合作會議（至2023年已舉辦第16屆）、臺匈農業合作會議（已舉辦第4屆）。
2020—2021年、2023年，布達佩斯副市長克爾佩爾-弗羅努什訪臺出席智慧城市首長高峰會並擔任講者。

## 交流

### 學術
中華民國外交部和教育部每年分別提供「臺灣獎學金」及「華語文獎學金」給予匈牙利學生赴台就讀。截至2017年，匈牙利在臺灣的留學生近百人；台灣在匈牙利的留學生則超過100人。
2013年12月12日，國立政治大學國際關係研究中心與匈牙利國際關係中心合作，舉辦第30屆「臺歐學術會議」。
2016年9月，財團法人高等教育國際合作基金會與匈牙利大學校長聯合會舉辦第2屆「臺匈高等教育圓桌會議」。

### 藝文
2017年4月，駐匈牙利台北代表處以「臺灣館」名義參加布達佩斯「探索家日」（Felfedezők Napja）活動；11月，在匈牙利舉辦第3屆「臺灣紀錄片影展」。

## 司法

### 犯罪事件
2017年3月27日，匈牙利警方反詐騙小組通知駐匈牙利台北代表處表示，布達佩斯警方在一處民宅登門查案，發現共有35名中華民國籍人士聚居，並置有手機、電腦等電子通訊設備，形跡可疑，懷疑涉及非法賭博，予以拘提偵訊。其中34人於偵訊後釋放，1名主嫌仍在羈押中。
2023年5月13日，匈牙利警方在第3大城塞格德的1棟公寓發現兩具遺體，女性死者是就讀塞格德大学的臺灣留學生，男性死者是其男友，警方研判是男友殺害女友後自殺。25日，完成遺體運送手續，家屬於26日搭機回臺。

## 協定
| 日期           | 簽署                                                                              | 備註              |
| -------------- | --------------------------------------------------------------------------------- | ----------------- |
| 1991年6月14日  | 《台北國家科學委員會與布達佩斯國家科學院間科學合作協定》                          |                   |
| 1996年8月19日  | 《中華民國對外貿易發展協會與匈牙利工商總會間貨品暫准通關證制度協定》              | [ 註 4 ]          |
| 1996年9月23日  | 《台北商品檢驗局與布達佩斯測試品管公司合作協定》                                  |                   |
| 1997年3月12日  | 《中匈（牙利）國際快捷郵件服務協定及其細則》                                      |                   |
| 1997年11月22日 | 《中華民國關稅總局暨匈牙利共和國關稅總局關務合作備忘錄》                          |                   |
| 1999年7月29日  | 《台北投資業務處與布達佩斯投資發展局間投資合作瞭解備忘錄》                        |                   |
| 2010年         | 《臺北醫學大學與塞麥爾維斯大學姊妹校協定》 《臺北醫學大學與塞格德大學姊妹校協定》 | [ 16 ]            |
| 2010年4月19日  | 《駐匈牙利代表處與匈牙利駐臺北貿易辦事處避免所得稅雙重課稅及防杜逃稅協定》        | 以下簡稱台匈      |
| 2010年9月6日   | 《台匈轉融資合約》                                                                | [ 註 6 ]          |
| 2010年9月27日  | 《臺灣公平交易委員會與匈牙利競爭局間執行競爭法及公平交易法合作協定》              | [ 註 7 ]          |
| 2011年4月      | 《天主教輔仁大學與天主教Pázmány Péter大學姊妹校協定》                             | [ 18 ]            |
| 2011年12月1日  | 《台匈度假打工意向書》 《台匈經濟合作意向書》 《台匈航空運輸意向書》              | [ 註 8 ] [ 註 9 ] |
| 2013年9月10日  | 《台匈經濟合作發展瞭解備忘錄》                                                    |                   |
| 2014年9月2日   | 《台匈農業合作瞭解備忘錄》                                                        |                   |
| 2017年1月31日  | 《臺匈關於涉及洗錢、相關前置犯罪及資助恐怖主義金融情資交換合作瞭解備忘錄》        | [ 註 10 ]         |
| 2020年4月17日  | 《經濟部投資臺灣事務所與歐布達大學攬才合作備忘錄》                                |                   |
| 2020年10月27日 | 《台灣區照明燈具輸出業同業公會與匈牙利照明公會合作備忘錄》                        |                   |
| 2020年11月4日  | 《臺匈高等教育合作備忘錄》                                                        | [ 39 ]            |
| 2022年4月29日  | 《台灣工具機暨零組件工業同業公會與匈牙利國家機械暨動力引擎產業協會合作備忘錄》    |                   |
| 2023年6月23日  | 《台北市電腦商業同業公會與布達佩斯工商會合作備忘錄》                              |                   |
| 2023年9月5日   | 《中華民國工商協進會與匈牙利雇主暨企業家聯合會合作備忘錄》                        |                   |

## 簽證

持中華民國護照的中華民國國民簽證要求分布圖：入境匈牙利可以「申根區免簽證」。

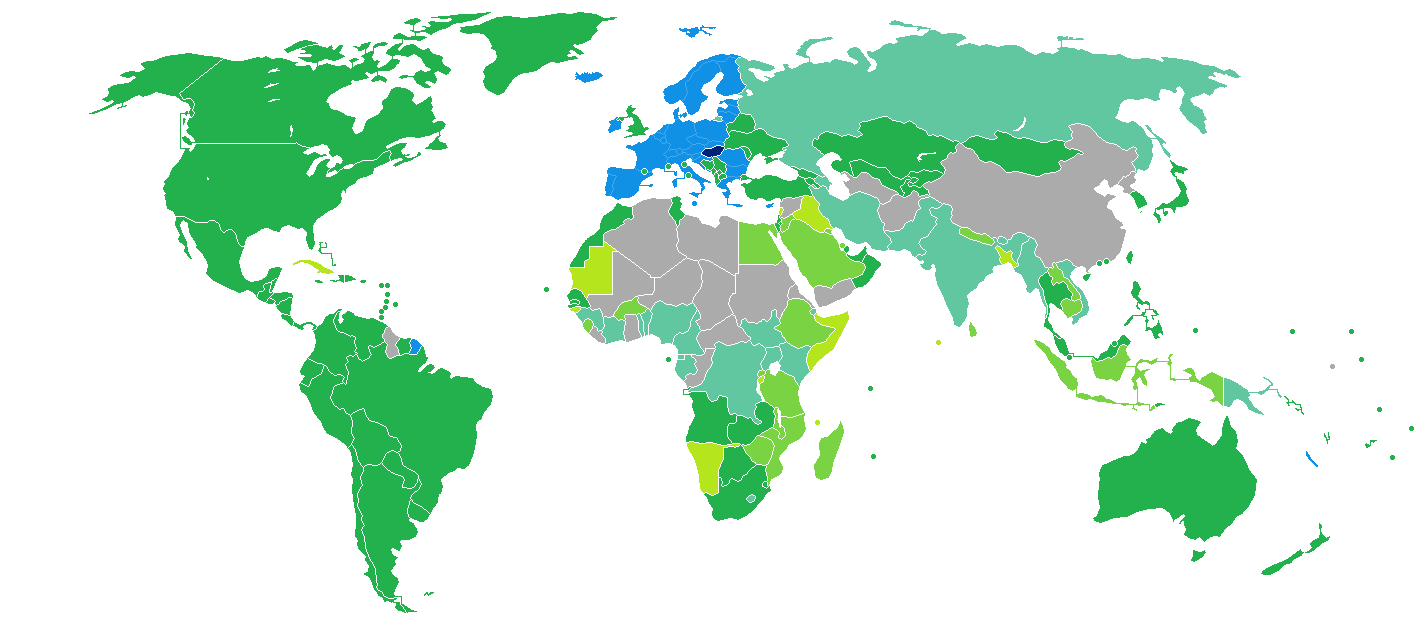
持歐盟的匈牙利護照之匈牙利國民簽證要求分布圖：入境中華民國可以免簽證。

歐洲申根區給予持有載明身分證字號的中華民國護照之中華民國國民可以申根區免簽證入境，停留日數與申根區合併計算，每6個月期間內總計可停留90天。經匈牙利轉機至申根區亦可免簽證。
匈牙利國民持有歐盟護照者也可以免簽證的方式入境中華民國，停留最多90天。
此外，兩國每年皆提供特定名額的18－35歲青年為期1年的度假打工簽證（皆必須未曾取得此種簽證）。

## 交通

### 航空
資料截至2023年7月10日

#### 客運
兩國無直航班機，可經由（不計航點遠近）：
- 臺北松山→上海-浦東、重慶[註 11]，再轉機前往匈牙利的國際機場（英语：List of airports in Hungary）。
- 臺北桃園→北京-首都、上海-浦東、重慶、寧波、首爾-仁川、杜拜、伊斯坦堡、倫敦、巴黎、羅馬、米蘭、慕尼黑、法蘭克福、阿姆斯特丹、維也納、布拉格（2023年7月18日開航臺北桃園）→匈牙利。
- 臺中→首爾-仁川→匈牙利。
- 高雄→北京-首都、上海-浦東、首爾-仁川→匈牙利。
- 花蓮→首爾-仁川（包機飛花蓮）→匈牙利。

#### 貨運
| 中華民國 | 匈牙利                         |
| -------- | ------------------------------ |
| 臺北桃園 | 布達佩斯（卢森堡国际货运航空） |

### 客車
1992年，臺北市公車處採購匈牙利生產的伊凱洛斯客車（260型）。2000年，另採購412型低底盤客車。

## 外部連結
| - 中華民國外交部－匈牙利簡介 （页面存档备份，存于） - 駐匈牙利台北代表處（Facebook、Twitter） - 外交部領事事務局－國外旅遊警示分級表 - 中華民國衛生福利部－國際旅遊疫情建議等級 - 中華民國國際經濟合作協會 （页面存档备份，存于） - 布達佩斯台灣貿易中心（Facebook） | - 匈牙利貿易辦事處 |